# Contopus
Contopus Cabanis, 1855 è un genere di uccelli passeriformi della famiglia Tyrannidae.

## Tassonomia
Il genere Contopus comprende le seguenti specie:
- Contopus cooperi (Nuttall, 1831)
- Contopus pertinax Cabanis & Heine, 1859
- Contopus lugubris Lawrence, 1865
- Contopus fumigatus (d'Orbigny & Lafresnaye, 1837)
- Contopus ochraceus Sclater & Salvin, 1869
- Contopus sordidulus Sclater, 1859
- Contopus virens (Linnaeus, 1766)
- Contopus cinereus (von Spix, 1825)
- Contopus punensis Lawrence, 1869
- Contopus albogularis (Berlioz, 1962)
- Contopus nigrescens (Sclater & Salvin, 1880)
- Contopus caribaeus (d'Orbigny, 1839)
- Contopus hispaniolensis (Bryant, 1867)
- Contopus pallidus (Gosse, 1847)
- Contopus latirostris (Verreaux, 1866)